# Балаган
Балага́н (из перс. بالاخانه‎, balaχanä — верхняя комната, балкон) — временное деревянное здание для театральных и цирковых представлений, получившее распространение на ярмарках и народных гуляниях в Российской империи в XVIII—XIX веках. 
Часто также временная лёгкая постройка для торговли на ярмарках, для размещения рабочих в летнее время, барак, сарай, навес, временное дощатое или иное строение для склада товаров, торговли, производства ремесла или промысла. Хозяин, строитель балагана или балаганный скоморох, шут, фигляр — балага́нщик, балага́нщица. В переносном смысле — действия, явления, подобные балаганному представлению (шутовские, грубоватые).

## В России
В России театральные балаганы появились в XVIII веке со времён Екатерины II, как отдалённое воспоминание о скоморохах. Строились обычно они из досок «лапша». Дыры зашивались разломанными чайными ящиками. Крыша (смотря по состоянию балаганщика) бывала из полотна, или из сшитой рядины — грубого холста, или из старых мешков. Внутри строилась сцена, вешался кумачовый занавес на кольцах. Перед сценой врывались в землю два столба с железными кронштейнами. В эти кронштейны с тремя гнёздами вставлялись лампы-молнии. Роль ламп-молний в балагане была велика: они и освещали, и согревали, на них можно было разогревать пищу. В зрительном зале устанавливались простые, грубо сколоченные скамейки. Передние скамейки всегда были ниже, задние же иногда так высоки, что сидящий не доставал ногами пола. Перед входом в балаган строился помост-раус.
В балаганах несколько раз в день проходили незатейливые спектакли примерно по полчаса. Это были сказочные или комедийные представления. На спектакли народ приглашали балконные зазывалы: они выступали с балкона театра, расхваливая представление, отпускали шутки, лёгкие колкости, разыгрывали диалоги и простые сценки. Зазывалы и кукольники были непременным атрибутом ярмарочных театров и его первым планом. Балаганы смотрели не только крестьяне и простые горожане, но также помещики, дворяне и даже члены императорской семьи.